# Shivamogga (dystrykt)

Lokalizacja dystryktu Shivamogga

Shivamogga (dawniej Shimoga) – dystrykt w zachodniej części indyjskiego stanu Karnataka. Jego stolicą jest miasto Shivamogga. Dystrykt znajduje się w większości na terenie Ghatów Zachodnich, skąd wypływa większość rzek Karnataki. Słynie z wielu wodospadów, z których najbardziej znany jest Wodospad Dźog.